# Kahutsi
Kahutsi – wieś w Estonii, w prowincji Sarema, w gminie Pöide. Najbliżzymi miejscowościami są od wschodu Valja, zachodu Linnutaga, północy Saikla i południa Iruste.
W pobliżu wsi znajdują się fragmenty pierścieniowego fortu. Najstarsza jego część datowana jest na 4000 lat. 